# Leisure Suit Larry: Magna Cum Laude
Leisure Suit Larry: Magna Cum Laude è un'avventura grafica sviluppata nel 2004 dalla Sierra On-Line e fa parte della serie Leisure Suit Larry. Il videogioco fu sviluppato per i sistemi Microsoft Windows, PlayStation 2 e Xbox.